# Trophy Eyes
Trophy Eyes — австралійський панк-рок-гурт з Ньюкасла, заснований у 2013 році. Станом на лютий 2024 року вони підписані на лейбл Hopeless Records. До складу гурту входять вокаліст Джон Флоріані, басист та бек-вокаліст Джеремі Вінчестер, соло-гітарист Джош Кампіао та барабанщик Блейк Карузо. Їхній сингл «Hurt» посів 135 місце в чарті Triple J Hottest 100. Серед інших позицій у Hottest 100 — № 101 у 2016 році з піснею «Chlorine» та № 93 у 2018 році з піснею «You Can Count on Me». Вони випустили чотири студійні альбоми: Mend, Move On (2014), Chemical Miracle (2016), The American Dream (2018) і Suicide and Sunshine (2023).

## Історія

### 2013–2014: ранні роки іEverything Goes Away
Гурт Trophy Eyes був сформований у 2013 році Ендрю Геллеттом (соло-гітара), Кевіном Кроссом (ритм-гітара), Джеремі Вінчестером (бас та бек-вокал), Каллумом Крампом (барабани) і Джоном Флоріані (вокал). Пізніше вони випустили мініальбом Demo 2013 8 квітня 2013 року, до якого увійшли два треки, «Chacho» і «Personal Taste». Альбом Everything Goes Away складається з п’яти пісень. Випущений 11 листопада 2013 року, він став доступним на стрімінгових платформах лише 29 квітня наступного року. Того ж дня вийшов кліп на сингл «Hourglass».

### 2014–2016:Mend, Move OnіChemical Miracle
17 вересня вийшов сингл «In Return» разом із супровідним музичним кліпом. 9 жовтня гурт випустив другий сингл «White Curtains» і ще один кліп. 24 жовтня вийшов їхній третій сингл «Penfold State Forest».
Трохи менше ніж через рік після випуску Everything Goes Away гурт випустив дебютний студійний альбом Mend, Move On, який вийшов 4 листопада 2014 року під Hopeless Records. Альбом був записаний на студії Karma Sound у Таїланді з Шейном Едвардсом, як і їхні наступні два альбоми.
У вересні 2015 року гурт випустив позаальбомний сингл під назвою «Tired Hearts».
Trophy Eyes виступали на Vans Warped Tour 2015 на сцені Hard Rock і Full Sail. Вони ділили сцену з такими гуртами, як Emarosa, Have Mercy, Knuckle Puck і Palisades.
Другий студійний альбом гурту Chemical Miracle вийшов 14 жовтня 2016 року. Як і попередній альбом, він був записаний у Таїланді Шейном Едвардсом.

### 2017–2019: вихід Крампа з гурту таThe American Dream
У Warped Tour 2017 вони грали разом з такими гуртами, як Knocked Loose, Boston Manor і Movements. Вони також гастролювали Сполученим Королівством з валлійським гуртом Neck Deep, американським гуртом Knuckle Puck і канадським гуртом Seaway під час Intercontinental Championships Tour. Цей тур тривав з 26 січня по 6 лютого.
У жовтні давній барабанщик Каллум Крамп оголосив про свій вихід з гурту. Причиною його виходу називали напруженість між ним і гуртом. «Hurt», перший сингл гурту без Крампа, вийшов 8 листопада 2017 року.
З 24 листопада по 17 грудня гурт вирушив у свій перший хедлайнерський тур по США за підтримки Free Throw, Grayscale і Head North. Блейк Карузо замінив барабанщика в цьому турі, перш ніж офіційно приєднався до гурту.
29 березня 2018 року вони долучилися до першого в Австралії Download Festival у Мельбурні.
29 травня 2018 року вийшов сингл «You Can Count on Me» разом із супровідним музичним кліпом. 31 липня вийшов другий сингл «Friday Forever» разом із супровідним музичним кліпом. Третій студійний альбом Trophy Eyes The American Dream вийшов 3 серпня. 14 листопада вийшов кліп на трек «Lavender Bay».

### 2019–2022: Вихід Кроса і «Figure Eight»
У квітні 2019 року Trophy Eyes грали на розігріві для Bring Me the Horizon під час австралійської частини туру останніх — First Love Tour — разом із You Me At Six і Frank Carter & The Rattlesnakes. 16 липня гурт оголосив, що гітарист-засновник Кевін Кросс покине гурт після виступу в Splendor in the Grass тієї суботи.
15 січня 2020 року гурт випустив сингл «Figure Eight», перший сингл після альбому The American Dream. На відміну від інших їхніх пісень, у «Figure Eight» додано саксофон, на якому, за чутками, грав басист Джеремі Вінчестер. Блейк Карузо підтвердив у Twitter, що сингл не увійде до майбутнього альбому.
28 жовтня 2021 року Trophy Eyes випустили новий сингл «27 Club». Потім вони випустили сингли «Bittersweet» 1 грудня 2021 року та «Nobody Said» 8 лютого 2022 року

### 2023–дотепер: Вихід Геллетта таSuicide and Sunshine
8 лютого 2023 року давній гітарист Ендрю Геллетт оголосив про вихід з гурту, щоб зосередитися на родині. 12 березня 2023 року новим соло-гітаристом став Джош Кампіао з Hellions 15 березня 2023 року гурт випустив новий сингл «Blue Eyed Boy». 22 квітня 2023 року в Орландо, штат Флорида, розпочався їхній американський спільний тур із Against the Current та за підтримки Yours Truly. 12 квітня 2023 року гурт анонсував четвертий альбом Suicide and Sunshine, який вийшов 23 червня 2023 року і містить 15 треків, зокрема «Blue Eyed Boy» і «What Hurts the Most».

## Склад
Поточний склад
- Джон Флоріані — ведучийвокал (2013–дотепер)
- Джеремі Вінчестер — бас-гітара, саксофон, бек-вокал (2013–дотепер)
- Блейк Карузо — ударні (2017–дотепер)
- Джош Кампіао — соло-гітара (2023–дотепер)[35]

Колишні учасники
- Каллум Крамп — ударні (2013–2017)
- Кевін Кросс — ритм-гітара (2013–2019)
- Ендрю Геллетт — соло-гітара (2013–2023)

## Дискографія

### Альбоми
| Назва                | Подробиці | Пікові позиції в чартах | Пікові позиції в чартах |
| Назва                | Подробиці | AUS                     | US Heat                 |
| -------------------- | --- | ----------------------- | ----------------------- |
| Mend, Move On        | - Дата виходу: 4 листопада 2014 - Лейбл: Hopeless (HR2100) - Формати: CD, LP, цифрове завантаження, потокове передавання | —                       | —                       |
| Chemical Miracle     | - Дата виходу: 14 жовтня 2016 - Лейбл: Hopeless (HR2301) - Формати: CD, LP, цифрове завантаження, потокове передавання   | 8                       | 14                      |
| The American Dream   | - Дата виходу: 3 серпня 2018 - Лейбл: Hopeless (HR2494) - Формати: CD, LP, цифрове завантаження, потокове передавання    | 8                       | 5                       |
| Suicide and Sunshine | - Дата виходу: 23 червня 2023 - Лейбл: Hopeless - Формати: CD, LP, цифрове завантаження, потокове передавання            | 8                       | —                       |

### Мініальбоми
| Назва                | Подробиці                                                                                     |
| -------------------- | --------------------------------------------------------------------------------------------- |
| Demo 2013            | - Дата виходу: 8 квітня 2013 - Лейбл: Випущений самостійно - Формат: цифрове завантаження     |
| Everything Goes Away | - Дата виходу: 11 листопада 2013 - Лейбл: Випущений самостійно - Формат: цифрове завантаження |

### Сингли
| Назва                  | Рік               | Альбом               |
| ---------------------- | ----------------- | -------------------- |
| «Hourglass»            | 2014              | Everything Goes Away |
| «Bandaid»              | 2014              | Everything Goes Away |
| «In Return»            | 2014              | Mend, Move On        |
| «White Curtains»       | 2014              | Mend, Move On        |
| «Penfold State Forest» | 2014              | Mend, Move On        |
| «Tired Hearts»         | Сингл без альбому |                      |
| «Chlorine»             | 2016              | Chemical Miracle     |
| «Heaven Sent»          | 2016              | Chemical Miracle     |
| «Breathe You In»       | 2016              | Chemical Miracle     |
| «Hurt»                 | Сингл без альбому |                      |
| «You Can Count on Me»  | 2018              | The American Dream   |
| «More Like You»        | 2018              | The American Dream   |
| «Friday Forever»       | 2018              | The American Dream   |
| «Figure Eight»         |                   |                      |
| «27 Club»              | 2021              |                      |
| «Bittersweet»          | 2021              |                      |
| «Nobody Said»          | 2022              |                      |
| «Blue Eyed Boy»        | 2023              | Suicide and Sunshine |
| «What Hurts the Most»  | 2023              | Suicide and Sunshine |
| «Kill»                 | 2023              | Suicide and Sunshine |

### Музичні кліпи
| Рік  | Пісня                 | Режисер                   |
| ---- | --------------------- | ------------------------- |
| 2014 | «Hourglass»           | Кріс Елдер                |
| 2014 | «Bandaid»             | Кріс Елдер                |
| 2014 | «In Return»           | Уорвік Хьюз               |
| 2014 | «White Curtains»      | Уорвік Хьюз               |
| 2016 | «Chlorine»            | Haus Party                |
| 2016 | «Breathe You In»      | Уорвік Хьюз               |
| 2017 | «Counting Sheep»      | Уорвік Хьюз               |
| 2018 | «You Can Count On Me» | Адріан Ейр                |
| 2018 | «Friday Forever»      | Джон Флореані Уорвік Хьюз |
| 2018 | «Lavender Bay»        | Раян Зауер                |
| 2020 | «Figure Eight»        | Едді Діл                  |
| 2021 | «27 Club»             | Гаррі Стіл                |
| 2023 | «Blue Eyed Boy»       | Томас Елліотт             |
| 2023 | «What Hurts The Most» | Томас Елліотт             |
| 2023 | «Life in Slow Motion» | Бой Тіллекенс             |
| 2023 | «OMW»                 | Сіан Марангос             |